# Municipio de Jackson (condado de Morgan)
El municipio de Jackson (en inglés: Jackson Township) es un municipio ubicado en el condado de Morgan en el estado estadounidense de Indiana. En el año 2010 tenía una población de 3439 habitantes y una densidad poblacional de 36,97 personas por km².

## Geografía
El municipio de Jackson se encuentra ubicado en las coordenadas 39°23′12″N 86°18′14″O / 39.38667, -86.30389. Según la Oficina del Censo de los Estados Unidos, el municipio tiene una superficie total de 93.02 km², de la cual 91,94 km² corresponden a tierra firme y (1,16 %) 1,07 km² es agua.

## Demografía
Según el censo de 2010, había 3439 personas residiendo en el municipio de Jackson. La densidad de población era de 36,97 hab./km². De los 3439 habitantes, el municipio de Jackson estaba compuesto por el 98,31 % blancos, el 0,06 % eran afroamericanos, el 0,23 % eran amerindios, el 0,41 % eran asiáticos, el 0,26 % eran de otras razas y el 0,73 % eran de una mezcla de razas. Del total de la población el 0,61 % eran hispanos o latinos de cualquier raza.